# 아나 베아트리스 바후스
아나 베아트리스 바후스(Ana Beatriz Barros, 1982년 5월 29일 ~ )는 브라질의 모델이다.